# Grabación estéreo
Se graba en estéreo para percibir el sonido grabado como “real”, lo que permitirá que sea percibido, aunque se trate de una grabación:
1. Profundidad: La distancia a que está cada fuente sonora.
2. Perspectiva: La distancia de la fuente o conjunto de fuentes al oyente.
3. Reverberación local: La sensación espacial original.

El sonido grabado se oye en un espacio físico situado entre los altavoces, siendo los mejores puntos de recepción los puntos que están en el centro, es decir, en un lugar equidistante de ambos altavoces.
A la hora de ubicar estos altavoces hay que dejar cierta distancia de la pared para minimizar los retardos y debilitar el efecto de las reflexiones próximas.
A la hora de colocar micrófonos para realizar una grabación estéreo, no se ha establecido una distancia predeterminada con respecto a la fuente sonora. Dependerá de la localización, del número de fuentes (por ejemplo, componentes de una orquesta), etc. aunque las especificaciones técnicas de los micros pueden revelar pistas sobre ello.
Se dice que el micro debe quedar en el llamado Sweet spot (punto adecuado), que se identifica como aquel lugar donde se dé un equilibrio agradable entre el sonido directo y la reverberación de la sala, de modo que al reproducir el sonido, la fuente no suene ni demasiado cerca ni demasiado lejos.
Tradicionalmente, para lograr el estéreo se han utilizado tres técnicas:
1. Técnica del par coincidente: se colocan los dos micros de forma que los dos diafragmas coincidan, uno sobre el otro.
2. Técnica del par espaciado. Se colocan dos o tres micros idénticos separados horizontalmente, apuntando en línea recta hacia la fuente o fuentes sonoras. Los micros pueden tener cualquier diagrama polar, sin embargo, generalmente, se trata de omnidireccionales.
3. Técnica del par casi coincidente: Se utilizan dos micros muy juntos, pero en el que los diafragmas no coinciden.

La mayoría de técnicos utilicen la técnica de grabación que crean oportuna lo que hacen es colocar dos pares de micros y fundir la señal en un mezclador:
- par cercano, para dar claridad.
- par lejano, para dar ambiente.

Se separa el par cercano del lejano por 9’14 metros (30 pies), para evitar el efecto peine (cancelación de fase).
Además de las técnicas con varios micros, lógicamente, para la grabación estéreo, también se utilizan los micros estéreos, que emplean la técnica del par coincidente, vienen ya montados así. El único inconveniente de estos micros es su elevado precio. Razón, por la que se siguen usando dos micros.
También tenemos otras técnicas de microfonía estéreo además de las anteriormente mencionadas; una de ellas es la denominada técnica Binaural.

## Técnica Binaural
La Técnica Binaural es una técnica de microfonía estéreo, que trata de reproducir una situación lo más real posible. Para ello emplea 2 micrófonos omnidireccinales colocados en un simulador, éste suele ser la cabeza de un maniquí.
Esta técnica a pesar de su realismo no se utiliza para la captación profesional de audio, pero sí como sonido de referencia; Además tampoco es muy utilizada debido a su operatividad, sin embargo, es con diferencia la técnica microfónica más real de todas, ya que con ella se busca recrear la colocación de nuestros oídos.

## Colocación de los micrófonos
Este sistema funciona por un sistema de retardo, ya que el sonido o la señal de audio que tengamos llegará antes a un oído que a otro. Es frecuente emplear esta técnicas en sistemas de medición y en la recreación de ambientes para que sean lo más reales posibles.
La acústica binaural estudia una estereofonía determinada, que es el que reproduce el sistema de 
audición humana. Se realiza con maniquís, con torsos, cabezas y orejas para simular un cuerpo
humano. 
En la entrada del canal auditivo se sitúan micrófonos de medida para poder registrar
las señales justamente antes de su paso por el canal. Estas señales han sufrido un modelado
("spectral shapping") debido a las reflexiones en el torso, cabeza y pabellón auditivo.
- Datos: Q5883834